# 銀河英雄伝説の歴史上の人物
本項では田中芳樹のSF小説『銀河英雄伝説』の登場人物のうち、作中世界の歴史上の人物について解説する。
なお、特に断りがない場合、原作の記述・設定をメインとして説明している。出典や声優の記載ルールなど、凡例は銀河英雄伝説の登場人物#凡例を参照のこと。 

## ゴールデンバウム王朝歴代皇帝
暦年は断りがなければ帝国暦。
ルドルフ（ルドルフ・フォン・ゴールデンバウム）
声 - 大塚周夫(旧)
銀河帝国初代皇帝。歴史上の人物。
ゴールデンバウム朝の始祖であり、物語開始の約500年前となる銀河連邦時代の宇宙暦268年生まれ。軍人の家系に生まれ、若くして軍人として名を成し、英雄として声望を得る。28歳で政治家に転身すると当時の社会問題の一掃を掲げて、さらに連邦市民の支持を得て国家元首と首相の兼任による独裁制を敷き、銀河帝国を成立させる。身長195センチ、体重99キロという偉丈夫で士官学校は首席で卒業、軍内部では綱紀粛正を行い、実任務でも宇宙海賊との戦いで活躍するなど絵に描いたような英雄ぶりであったが、帝国樹立後は専制君主の暴君として君臨し、反抗した市民への徹底的な弾圧を図る。同盟では歴史上の大悪人として断罪されるが、帝国ではルドルフ大帝として現在でも彼への批判は忌避される。作中ではしばしば悪辣な為政者や独裁者の代名詞としてルドルフの名が登場する。
上記の通り、歴史上の人物であるため、直接は物語に関係しないが、帝国の文化風俗や言語等がゲルマン風なのはルドルフが改めたことによる。帝国の上位階級が白人で古ゲルマン風の姓を持つのもルドルフが貴族階級創設時にそう定めたためであり、これは後世の歴史家からは知的衰弱の証かと皮肉られてもいる。しかし自他共に認める強靭な肉体と精神力は、閉塞し汚職や治安問題が山積していた銀河連邦末期の社会情勢を不断の信念によって一掃させ、彼が市民の人気を得る要因でもあった。同時に弱者それ自体が既に罪という彼の信念を増長させることにも繋がり、社会的弱者への断種や安楽死の強制、特に劣悪遺伝子排除法に基づく先天的な身体疾患者に対する苛烈な取り締まりを引き起こす。生前から自己を神聖化させることにも余念がなく、失敗に終わるが度量衡の単位を自分の身長や体重を基準に改めさせようとまでした。
順風満帆な一生を送るがその晩年には狂いが生じ、皇妃エリザベートとの間に生まれた子は全て女児で、特に晩年になって寵妃マグダレーナとの間に生まれた待望の男児は先天的な白痴の障害児だったと噂される。その根拠としてマグダレーナの一族や関係する医師・看護婦らが死を賜ったことが作中で挙げられ、これは口封じ以外にも、遺伝子に絶対的な信頼を置いてきたルドルフにとって白痴の遺伝的資質が自分ではなくマグダレーナ側にあったと擦り付けるためのものであったとされる。完全な満足を得ないまま帝国暦42年に83歳で崩御するが、これらの精神的苦痛が心臓に負担をかけた可能性があるという。
ジギスムント1世
第2代。42年即位。ルドルフ1世の長女カタリナの子で、父は帝国宰相ノイエ・シュタウフェン公ヨアヒム。
祖父ルドルフが健全な嫡男に恵まれなかったことにより、女系の孫ながら彼の崩御を受けて25歳にして即位する。ルドルフの死を契機に各地で勃発した共和主義者たちの反乱を父の補佐を受けながら鎮圧し、5億人余りが殺され、その家族など100億人以上が農奴階級に落とされたという。父の死後は親政を行い、共和主義者への弾圧は継続する一方で、良民に対しては比較的公正な施政を行うことで人心を繋ぎ止め帝国の礎石を固め、有能な専制君主と評される。
リヒャルト1世
第3代。先帝ジギスムント1世の長男。
政治より美女と狩猟と音楽に没頭したが、専制君主として足を踏み外すことなく無難な一生を終える。
オトフリート1世
第4代。先帝リヒャルト1世の長男。
陰気な保守主義者で変化を嫌い、趣味を持たないという点で禁欲的でもあった人物で、その無趣味さは自発的に読んだ本が「始祖ルドルフ大帝の回想録」と「家庭医学書」のみだったという逸話も伝わる。「灰色の皇帝」や「散文的」と評される。ルドルフを崇拝してその前例に固執し、精密に連日のスケジュールを消化することだけが生きる目標であるかのようだったという。ある時、軍施設の事故で一万人を超える将兵が犠牲になったという急報を受けるも「そんな報告を聞く予定はない」と冷たく対応したという逸話が残る。スケジュールには固執したが、それを立案する能力はなく、結果としてその作成を担当していた政務秘書官エックハルトの専横を招く。
カスパー
第5代。先帝オトフリート1世の子。
父の死去に伴い26歳で即位。幼少時は水準以上の知性を示したというが即位時は凡庸であり、当時、絶大な権勢を誇り、事実上の最高権力者とみなされていたエックハルトへの反発心から才気を隠すようになったと言われる。父よりも祖父に似て芸術を好み、「灰色の韻文」と評される。加えて同性愛者であり、カストラートの美少年であるフロリアンを寵愛していた。そもそもルドルフは同性愛者を社会の害悪とみなし弾圧しており。その子孫に同性愛者が生じたことは歴史の皮肉と言われる。
基本的にはエックハルトに従っていたが、彼が娘を皇妃につけようとしたことだけは明確に拒絶する。このためフロリアンを殺そうと宮廷に乗り込んだエックハルトを、リスナー男爵に命じて誅殺させる。騒動後、退位宣言書を玉座に残し、幾ばくかの宝石を持ってフロリアンと駆け落ちし、以後の消息は不明となる。在位はわずか1年だった。
ユリウス1世
第6代。先々帝オトフリート1世の弟。
先帝の急な逐電に伴い140日の空位の後に76歳で即位する。彼自身よりむしろその息子フランツ・オットー大公の才覚が期待され、中継ぎとしての即位であったが、後宮に20人の美女（1ヶ月後にさらに20人追加）を収めさせるなど、肉体的には健康そのもので長生きし、逆に95歳の時に、フランツ・オットーの方が75歳で先に病死してしまう（さらにフランツ・オットーの長子も既に早逝しており、孫のカールが残る）。ただし、その治世では実質的にフランツ・オットーが執務を担ったために、エックハルト時代の悪政は多くあらためられた。
95歳を超えても健康そのものであったことから、「このまま自分が老人となっても変わらず皇帝の座に居座り続けるのではないか」との恐れを抱いた皇太曾孫のカールに毒殺される（史上初の皇帝暗殺であったが、この事実は公表されず、後に皇帝となったラインハルトが知る）。その死は重臣たちを驚かせたが、なお皇帝であり続けていたユリウス1世に殆ど例外なくうんざりしていたため、同時に安堵感をもたらした。その葬儀はカールの指揮の元執り行われたが、盛大だが心のこもらないものであった。
ジギスムント2世
第7代。144年即位。別名：痴愚帝。先帝ユリウス1世の曾孫（フランツ・オットーの次男の子）。元ブローネ侯爵。
カールに継ぐ皇位継承権を持っていたが、ユリウス1世の死去に際し、それがカールの毒殺と知って宮廷工作の末に自身が皇位に着く。まず手始めに先代の有能な大臣たちを更迭して腹心に差し替えると、国庫は皇帝個人のものという考えによってフランツ・オットーの善政とは正反対の放蕩の限りを尽くし、後のアウグスト2世とまでは言わないものの、歴代皇帝の中で代表的な暴君ないし暗君に挙げられる。莫大な国庫を浪費してなお費用が足りないという放蕩の末に、徴税権の売却、民事のみならず刑事犯でも罰金で免罪するといったいちじるしい不公正を生じさせる。その治世の末期には豪商300人を無実の罪で一族皆殺しにしてその財産を没収するという暴挙に至るが、ついに皇太子オトフリートによって皇位を追放され、一荘園に軟禁される。それまでにも暴君や無能な皇帝はいたが、明確に国を害したのはジギスムント2世が初と評される。
オトフリート2世
第8代。別名：再建帝。先帝ジギスムント2世の子。
財政を破綻せしめた父帝を廃位し即位する。フランツ・オットーの時代に倣った政策を行ったという点で独創性などがあったわけではなかったが、先帝時代の悪政を改め、また利権を貪った佞臣の追放などを敢行したことで名君と称される。しかし、おそらく過労にて6年で早世する。
アウグスト1世
第9代。血筋は不明。
先帝の死を受け即位。「後宮の凡君、国政の名君」と称され、国政においてはオトフリート2世の改革を引き継ぎ、非凡な才を見せて帝国を安泰させる。しかし、私生活においては堕落した生活を送り、特に女性の長髪に偏執するという奇癖を見せる。寵姫のひとりが病死した際はそれを嘆くあまり遺髪を食べ、それが胃壁に刺さり侍医を大いに慌てさせた。それでも国政の場にあっては公正で堅実な統治者として一貫しており、水準以上の君主とみなされた。
エーリッヒ1世
第10代。
リヒャルト2世
第11代。
オットー・ハインツ1世
第12代。
リヒャルト3世
第13代。247年没。
アウグスト2世
第14代。別名：流血帝。先帝リヒャルト3世の長子。247年即位。
ゴールデンバウム朝の歴史において最も悪名高いと評される皇帝。27歳で即位するが、その時点で大酒と荒淫と過度の美食によって「溶けかけたラードのような巨体」と形容される極度の肥満体となっており、車椅子ロボットの補助が無ければ自力での移動すらままならず、更に前述した様な不摂生な生活の結果痛風を患い痛み止めとしてアヘンを常用しており、即位時には「既にこの世のあらゆる快楽を知り尽くしていた」と評された。皇位に着くと、まず先帝の寵姫を自身の後宮に入れるという異様な命令を下し、その上でそれら数百人に及ぶ寵姫たちを皮を剥ぐなどして惨殺するという暴虐を始める。以降、腹心の近衛旅団長シャンバーク准将に命じる形で三人の弟達も惨殺され、母は自殺させられ、閣僚も1週間で皆殺しにされる。アウグストが指を振ると帝都の人口が減ると呼称されるほど、大貴族・下級貴族・平民問わず公平にアウグストの気まぐれで殺されていき、さらに犯罪者の誅殺にも真似し得ない独創性が必要だとして、無数の児女を教材として殺害する。6年の治世の間に推定では600万人から2000万人が虐殺されたとある。
最期はエーリッヒの反乱の最中に、シャンバークに裏切られ殺される。
エーリッヒ2世
第15代。別名：止血帝。先帝アウグスト2世の従兄弟（先々帝リヒャルト3世の弟アンドレアス大公の子）。元リンダーホーフ侯爵。
流血帝アウグスト2世の暴虐を止めたことから止血帝と称される皇帝。先帝アウグストの狂気を察知し、早期に帝都オーディンを脱出したことで難を逃れる。その後、親族を殺し尽くしたアウグストがその存在を思い出して出頭を命じたところで、近隣の帝国軍駐屯部隊に呼びかけ反乱を起こす。アウグストへの人心は離れていたということもあって、士気に勝る反乱軍が勝利し、この戦役の間にアウグストは殺される。帝都に着くとまずはアウグストを殺害したシャンバークの功績を讃えて大将に昇進させた上で、即座にアウグストの腹心として殺戮に加担した罪を問い、銃殺刑に処す。独創的・開明的な統治を行ったわけではなかったが、アウグストの暴虐を止めて国家を再建し、人心を安定させたという一点において高く評価される。
フリードリヒ1世
第16代。
レオンハルト1世
第17代。
フリードリヒ2世
第18代。
レオンハルト2世
第19代。
子はおらず、皇后の強い推薦によって甥のフリードリヒを養子とし、次期皇位継承者とする。
フリードリヒ3世
第20代。別名：敗軍帝。330年前後即位。先帝レオンハルトの甥。
→#帝国（ダゴン星域会戦）
マクシミリアン・ヨーゼフ1世
第21代。336年前後に即位。先帝フリードリヒ3世の異母兄。
経緯は不明であるが、フリードリヒ3世の治世末期の政治混乱期において先帝の長子で皇太子であった甥グスタフに代わり、一時的に帝位に就き、間もなくグスタフに帝位を譲った。
グスタフ
第22代。別名：百日帝。先々帝フリードリヒ3世の長子で皇太子に立てられていた。
父帝フリードリヒ3世の治世末期の混乱の末に皇位に就いた人物。長子で皇太子に立てられていたが、皇太子としての国事行為どころか日常生活を尋常に送る能力すら欠けるほど極めて虚弱であり、後継者として不安視されていた。ところがダゴン星域会戦の敗北によって有望視されていた弟ヘルベルトが失脚したことで、伯父マクシミリアン・ヨーゼフ1世を経由して最終的に皇帝となる。しかし、わずか3ヶ月ほどでヘルベルトの配下に毒を盛られて急死する。死の直前に聡明な異母弟マクシミリアンに皇位を継承する。
マクシミリアン・ヨーゼフ2世
第23代。別名：晴眼帝。先々帝フリードリヒ3世の次男で、先帝グスタフの異母弟。337年即位。
ゴールデンバウム朝の歴史において名君として誉れ高い皇帝。元より健康的で聡明であったが母が下級貴族という庶子であったため、有力貴族の後ろ盾がなく、皇位継承争いからは身を引いていた。ところがダゴン星域会戦の敗北によって有望視されていた弟ヘルベルトが失脚したことに始まる一連の政治的混乱の末に毒殺された異母兄グスタフより皇位継承者に指名される。自身も毒を盛られて半盲となるも、元侍女で自ら銃を携帯していたという皇妃ジークリンデや、その公正・聡明さから流刑に処されていたところを司法尚書に抜擢したミュンツァーの補佐を受けるなどして後世に高く評価される善政を敷く。
ミュンツァー主導による綱紀粛正によって父帝フリードリヒ3世からの悪弊を取り除いたほか、劣悪遺伝子排除法を有名無実化し、同盟領への侵攻はせず国力回復に充て「中興の祖」や「清掃帝」あるいは「再建帝」と評される。
コルネリアス1世
第24代。350年代に即位。先帝マクシミリアン・ヨーゼフ2世の又従兄弟。別名：元帥量産帝。
先帝マクシミリアンの養子となり、その善政を引き継いだ皇帝。ミュンツァーなど先帝の遺臣たちもおり、充実した治績を挙げるが、外向的には先帝と異なり同盟領の併呑を志向する。一応、彼なりの礼節をもって服属要求の使者を3度に渡って送るなどしたが、無礼に追い返されたこともあってダゴンの報復戦を決意するに至る。自ら軍を率いるというゴールデンバウム王朝唯一の親征を行い、かつてのダゴンでの勝利に未だ酔って油断していた同盟軍を追い詰めるも、本国でのクーデター騒ぎで帰国を余儀なくされ、失敗に終わる。
小艦隊の指揮官にすら元帥杖を与えるなど、実績に関係なく知人・友人に大量の元帥号を授与するという奇癖を持っていたことでも知られ、親征に際して58人の元帥を動員した事から「元帥二個小隊」と揶揄されている。動員した58名の内、親征で35名が戦死した。
マンフレート1世
第25代。
ヘルムート
第26代。庶子が数多かった。
マンフレート2世
第27代。別名：亡命帝。先帝ヘルムート1世の庶子。398年即位。
庶子であるがゆえに幼少時に政争を逃れて自由惑星同盟に亡命し、リベラルな空気の中で育てられた異例の経歴を持つ皇帝。その来歴から同盟との宥和政策を図り、戦争の完全停戦や対等外交が実現するかに思われたが、即位1年後の399年に暗殺されてしまう。作中では名君の例として晴眼帝マクシミリアン・ヨーゼフ2世と共に挙げられている。暗殺された動機については表向きは帝国内の保守派や既得権益者の仕業とされているが、実際にはフェザーンの策謀であることが作中で明示されている。
ウィルヘルム1世
第28代。
ウィルヘルム2世
第29代。
コルネリアス2世
第30代。在世中、幼少期に失踪した弟アルベルトを名乗る男が現れ、当時コルネリアスに継嗣が無かったことから貴族の支持を集めたが、ふたたび姿をくらました。
オトフリート3世
第31代。
有能で人望もあり、皇太子時代に帝国軍三長官を兼任して帝国軍最高司令官となり、更に帝国宰相をも兼任した人物。しかし、皇帝となると相次ぐ宮廷陰謀に次第に猜疑心が強まり、皇后や帝位継承者を何度も変えた挙句、最終的に毒殺を恐れるあまりに食事を余り取らず衰弱死した。
オトフリートが帝国宰相も兼任した故事に従い、以降、帝国宰相職は空位となり、帝国宰相代行が置かれることとなった。
エルウィン・ヨーゼフ1世
第32代。
オトフリート4世
第33代。別名：強精帝。
歴代の中でも特に好色な皇帝で、後宮に1万人以上の美女を集めさせ、政治も狩猟も酒宴もろくに行わずに快楽を貪ることに専念した結果、624人の庶子をもうけ、5年後に後宮のベッドで頓死した。死亡時なお5000人が処女だったという。大量の庶子は主だった貴族に妻や夫あるいは婿や嫁という形で押し付けられ、貴族達は多額の礼金や結納金に苦しめられた。
オットー・ハインツ2世
第34代。
オトフリート5世
第35代。フリードリヒ4世の父。
為政者としてより趣味として蓄財に励んだ吝嗇家。イゼルローン要塞建設時の皇帝でもあり、その建設費用が予定を大幅に超過したと知ると何度も中止を検討し、最終的には完成させるが担当者には死を賜らせた。動機は何であれ、その倹約ぶりは数代に渡る赤字を帳消しにするほどで国庫を安定させた。
3人の皇子がおり、長子リヒャルトと三男クレメンツが次期帝位を有望視される中にあって放蕩者の次男フリードリヒについては勘当寸前であったが、リヒャルトとクレメンツが共倒れしてしまったため、帝国を託す。
フリードリヒ4世
第36代。先帝オトフリート5世の次男。456年即位。本編開始時点の皇帝。
→銀河英雄伝説の登場人物・銀河帝国#皇帝・皇族
エルウィン・ヨーゼフ2世
第37代。先帝フリードリヒ4世の皇太子ルードヴィヒ大公の嫡子。
→銀河英雄伝説の登場人物・銀河帝国#皇帝・皇族
カザリン・ケートヘン1世
第38代。最初の女帝であり、最後の皇帝。エルウィン・ヨーゼフ2世の先々帝の第3皇女の孫。
→銀河英雄伝説の登場人物・銀河帝国#皇帝・皇族

### その他の皇帝
作中に名前が登場するが、外伝1巻7章の皇帝一覧に名前がない皇帝。
ルードヴィヒ3世
エルウィン・ヨーゼフ2世から見て先々帝とされる人物。幼帝誘拐計画に関して、オーベルシュタインが後継者候補としてカザリン・ケートヘンの血筋を説明する際に名が登場するが、先々帝はオトフリート5世であり、皇帝一覧にもルードヴィヒなる皇帝はいない。
OVA版ではオトフリート5世に修正されている。
ゲオルク2世
アルフレット・フォン・ランズベルクの5代前の先祖の当時の皇帝とされる人物。アルフレットの言によれば、エルウィン・ヨーゼフ2世の誘拐時に使われた地下通路の建設を先祖に命じ、褒美に寵姫のひとりを下賜して有事には皇帝を救出するよう命じた、とされるが、皇帝一覧には名前がない。

## 帝国黎明期
第1巻序章及び第6巻4章「過去、現在、未来」などで触れられる帝国黎明期の人物。
ルドルフ・フォン・ゴールデンバウム
銀河帝国初代皇帝。
→#ゴールデンバウム王朝歴代皇帝
エルンスト・ファルストロング
初代内務尚書かつ社会秩序維持局の初代局長。伯爵。
ルドルフの腹心。劣悪遺伝子排除法の発布に伴う民衆の反抗に対して、悪名高き社会秩序維持局を設立し、自らその初代局長として政治犯や思想犯など不穏分子の弾圧にあたる。治安維持を名目にした裁判なしでの事実上の処刑など非道の限りを尽くし、40億人が被害者となる。
伯爵を授爵した帰り道に共和主義者のテロに遭い、中性子爆弾で殺される。その後、その死を悼んだルドルフによって容疑者2万人全員が処刑される。
アルブレヒト・フォン・クロプシュトック
元国家革新同盟書記長（銀河連邦時代）。内閣書記官長。財務尚書、のち第2代内務尚書（ファルストロングの後任）。クロプシュトック事件を起こしたウィルヘルムの祖先。
元は銀河連邦の議員で、その時代からのルドルフの側近。帝国成立後は内閣書記官長や財務尚書を歴任するが、悪名高きファルストロングが共和主義者のテロで亡くなると彼の後を継ぎ、「血のローラー」と称される共和派の粛清・虐殺を指揮する（血のローラーの詳細は記述されていないものの、1巻序章にはファルストロングの死に際して2万人に上る容疑者が全員処刑されたとある）。
その後もクロプシュトック家は特に有力な門閥貴族として代々皇帝に仕え、6人の国務尚書を輩出する。
クレーフェ
ルドルフ1世時代の財務尚書。
温和なだけが長所と思われていた人物。自己神聖化を図るルドルフが、メートル法に代わって自らの身長と体重を基準にした「カイゼル」単位を社会に導入しようとした時、膨大な経費が掛かることを示して中断させる。しかし、この試算は明らかに誇張されており、後世にはクレーフェが無言の反抗を敢行したとされている。
ジギスムント1世
銀河帝国第2代皇帝。
→#ゴールデンバウム王朝歴代皇帝
ヨアヒム・フォン・ノイエ・シュタウフェン
ルドルフの長女カタリナの夫（ルドルフの娘婿）でジギスムント1世の父。帝国宰相。
ルドルフから信頼され彼の娘婿となった人物。第2代皇帝として即位した息子を帝国宰相として補佐し、沈着冷静な指導力でルドルフの死に乗じた反乱勢力の蜂起を鎮圧する。反乱に参加した5億人を処刑し、その親族など100億人を農奴に落とすなど、帝国の礎を固める。
エックハルト
オトフリート1世治世下の人物。皇帝政務秘書官（のち枢密顧問官・皇宮事務総長・御前会議の書記を兼任）。子爵（のち伯爵）。
第4代オトフリート1世及び第5代カスパー1世の時代に権勢を誇り、国家を壟断した人物。元はオトフリートの皇帝政務秘書官として皇帝のスケジュール担当者に過ぎなかったが、そのオトフリートがスケジュールの履行にのみ興味を持つ暗君であったがために、次第に権力が集中するようになり、最高潮には準皇帝陛下とまで称されるほどの事実上の最高権力者となる。オトフリート死後も次代カスパーを意のままに操り、さらなる権力確保のため自身の娘を皇妃にしようと画策し、そのためにカスパーが寵愛していた少年・フロリアンと別れさせようとする。これを拒絶されたため、最終的にフロリアンを殺害するために兵を率いて宮廷へと乗り込むが、カスパーの命を受けたリスナー男爵によって射殺される。
フランツ・オットー
第6代ユリウス1世の嫡子で皇太子。大公。
優れた能力と人望を持ち次期皇帝として期待される。ところが父ユリウスが長命を保った結果、皇太子のまま74歳で死去する。ただし、ユリウス治世下では摂政として事実上の親政を行い、エックハルトの暴政で乱れた帝国を改めることには成功した。死去時、子供たちも既に亡くなっていたため、皇位継承権は孫のカールに移った。
カール
フランツ・オットーの孫（ユリウス1世の曾孫）。大公。
祖父オットーの死後、皇位継承権を得た青年（皇太曾孫）。この時24歳で曽祖父である皇帝ユリウスは95歳だっため、次期皇帝は間違いないものとみなされ人望もあった。しかし、未だ何人もの寵妃を並べ、およそ死にそうにない曽祖父は、もはや死なない存在ではないかと妄想に取りつかれ、最終的に寵妃の一人に謀って皇帝を毒殺する。ユリウスの葬儀を主催し、そのまま皇位に着く直前に陰謀が発覚して従兄弟のジギスムントに皇位を奪われる。
その後は精神病院に幽閉されるも、一応は皇族として遇された生活を送り、曽祖父を超える97歳の長寿で死去する。

## 同盟黎明期（長征1万光年）
アーレ・ハイネセン
同盟の建国者。
国父とも称される同盟建国の功労者。元は酷寒のアルタイル第7惑星の鉱山で、奴隷の如く酷使されていた共和主義者の青年。子供たちが削った氷の小舟を水に浮かべて遊んでいるのを見て、惑星に無尽蔵にある天然ドライアイスで宇宙船を作って惑星及び帝国から脱出する計画を立てる。目論見は成功し、共和主義の同志40万人と共にアルタイル星系を脱出すると後世に長征1万光年と呼ばれる長い旅路に出るが、その途中で事故死する。
偉業は親友グエン・キム・ホアに引き継がれ、アルタイルからの出発から半世紀を経て達成される。同盟の首都星ハイネセンにその名を残す。
グエン・キム・ホア
ハイネセンの盟友。同盟の建国者。
ハイネセンの事故死後に、その偉業を引き継ぎ達成させた人物。新たな宙域の発見時は自身も既に老いて盲目となっており、初代元首に推す声もあったがこれを固辞する。国防政策としては「距離の防壁」を唱え、帝国本土との長い距離自体が防壁になると指摘した。宇宙暦538年没。
現在ではグエン・キム・ホア広場にその名を残す。

## ダゴン星域会戦
短編『ダゴン星域会戦記』におけるエピソード。本編開始の約150年前となる宇宙暦640年（帝国暦331年）に起こった戦闘で同盟と帝国による最初の大規模戦闘。「ダゴンの殲滅戦」とも呼ばれ、本編中でもしばしば言及される。

### 同盟（ダゴン星域会戦）
以下、階級・肩書は断りがなければダゴン星域会戦時を基準とする。 
リン・パオ
艦隊司令。中将。ダゴン星域会戦の同盟側総司令官。同盟における歴史的な英雄。旗艦はサンタイサベル。
戦略家、また戦術家として一流である少壮の軍人。年齢は30代。酒豪かつ大食漢で、プライベートでは大変な好色家としてもよく知られており、生涯独身だったが経験した相手は4桁に昇ると伝えられる。反骨精神豊かな毒舌家で人格者とも言えず、犬猿の仲であるトパロウルでなくとも反感を買いやすい性格で、総司令官就任の際には配下となった同僚提督たちから一斉に不満を持たれるほど人望がない。ただし、軍人としての能力は誰もが認める才覚を持つ。同盟存亡の危機にも飄々として国防委員にも悪感情を抱かれるが、会戦直前でも鷹揚とした様子を崩さず、また、敵の意図が読めない陰鬱な中にあっても、その食欲旺盛さはトパロウルからも感心される。
ダゴン星域会戦においては帝国軍の大規模侵攻の報を受け、統合作戦本部長の推薦で最高評議会議長パトリシオから総司令官に任命される。兵站の重要性を熟知し、たとえ相手が数で勝ろうとも、こちらが戦術的失敗をしない限り勝てると豪語する。その上でさらに地の利を活かすとして戦場を迷宮とも称されるダゴン星域に設定して、帝国軍を引き込み、密集した敵艦隊を包囲殲滅する策を立てる。非常識すぎるヘルベルトの指揮命令で、予想外の行動をとる帝国軍に一時は焦るものの、最後には後世に「ダゴンの殲滅戦」とも呼ばれる大勝利を収める。そしてハイネセンに「シャンペンを20万ダース用意されたし」という伝聞で勝利の報を伝えると、そのまま姿を消し、心配した将兵が彼を探すと看護婦の部屋に籠もっていたことが判明して、トパロウルを怒らせる。
戦後は40歳の時に元帥となるも、その1年後に退役する。その声望ゆえに周囲は「敬して遠ざける態度」に終始したため名誉職以外を得ることができず、幸福とは言えない晩年になったとされ、アッシュビーからはその轍を踏みたくないと揶揄される。
ユースフ・トパロウル
艦隊司令。中将。ダゴン星域会戦の参謀長。同盟における歴史的な英雄。
呼吸する戦術コンピューターとも評される緻密な理論家。後世に「ぼやきのユースフ」と呼ばれ、事あるごとに不平と毒舌を漏らす気難しい性格。正反対の性格であるリン・パオとは犬猿の仲で、ダゴン星域会戦において彼の下で参謀長となる辞令を受けた時には「軍人生活で最低最悪の命令」と彼に面と向かって言い、戦後に最高のコンビと言われると激怒したという。そのような性格であるため、リン・パオと同様に人望はなく、国防委員にも悪感情を抱かれる。
ダゴン星域会戦においては帝国軍の大規模侵攻の報を受け、統合作戦本部長の推薦で最高評議会議長パトリシオから参謀長に任命される。事前の兵站計画の策定からしてリン・パオと皮肉の応酬を繰り広げるなど、終始仲の悪さを見せつける。戦役序盤における予想に反して敵の出方がわからない不安な状況では殊更に食欲不振に陥り、いつもならあるはずの毒舌すら無くなるに至って周りに心配される。しかし、やがてリン・パオと共に帝国軍が自分たちが想定する以上に無能な存在であることに気が付き、後世に「ダゴンの殲滅戦」とも呼ばれる大勝利を収める。
戦後は40歳の時に元帥となるも、その1年後に退役する。その声望ゆえに周囲は「敬して遠ざける態度」に終始したため名誉職以外を得ることができず、幸福とは言えない晩年になったとされ、アッシュビーからはその轍を踏みたくないと揶揄される。
オルトリッチ
ダゴン星域会戦における総司令部の幕僚。少佐。後に統合作戦本部長。
総司令部の幕僚として、リン・パオやトパロウルの直下でダゴン星域会戦に参加した人物。温和で公正な性格。実戦家としては特に傑出した人物では無かったが、その性格と他人の長所を見ぬく優れた能力によって、後に多くの人材を育てたことで知られる。士官学校の寄宿舎の一つにその名が残り、同寄宿舎の出身者としてアッシュビー、シトレ、ヤンといった名が挙がる。
マヌエル・ジョアン・パトリシオ
最高評議会議長。
ダゴン星域会戦の前年に60歳で同盟の国家元首となった温厚な政治家。2度の閣僚経験を持ち、能力的にも人格的にも悪い評判はなかったが、強力な指導者とは程遠く、帝国の大規模侵攻が事前にわかっていたら元首の座につけたかどうか疑わしいと評される。一方で、政敵で少壮の野心家であるヤングブラッドを国防委員長に迎え入れたり、問題人物とされるリン・パオとトパロウルを、統合作戦本部長の推薦と言えど、そのまま認めて迎撃の最高司令に任命するなど、作中では老練な手腕を見せる。
ダゴン星域会戦時もヤングブラッドと官邸で三次元チェスに興じており、リン・パオからシャンペンの要求という形で勝利の報が届くと特に表情を変えることもなく、この勝負がすんだら100軒の酒屋に連絡しないといけないと語る。
コーネル・ヤングブラッド
国防委員長。
野心と行動力に満ちた40歳前後（60前後のパトリシオより20歳若いとある）の政治家。星間巡視隊の首席監察官として綱紀粛正に敏腕をふるった後、星系政府首相として大胆な改革を行い、進歩派の旗手と評され、パトリシオには無い強力な指導者としてのイメージを持つ。パトリシオとは議長選を争い敗れた、明白な政敵であったが、彼から入閣の要請を受け、そのまま悪びれることなく国防委員長となる。
ダゴン星域会戦の前段においては、問題人物とされるリン・パオとトパロウルが迎撃部隊の指揮官に任命されたことに不満を持つがパトリシオに窘められ、最終的には議長の判断に従う。
ビロライネン
統合作戦本部長。大将。初代後方勤務本部長。
情報と補給の重要性を言明し、後方勤務本部を設置して自ら初代本部長となった人物。ダゴン星域会戦では問題人物とされるリン・パオとトパロウルを迎撃部隊の最高指揮官として推薦する。

### 帝国（ダゴン星域会戦）
ヘルベルト
皇帝フリードリヒ3世の三男。大公。ダゴン星域会戦の帝国側総司令官。
次期皇帝即位を確実視される野心家の青年。行動力と積極性に富み、親切で気前も良く、容姿も美男子と称され得る。皇太子である長兄グスタフは極めて虚弱、次兄マクシミリアン・ヨーゼフは母親が下級貴族という中で、知性はともかく、健康も有力貴族の後ろ盾も問題ないため、グスタフに代わっての次期皇帝とフリードリヒ3世に期待され、叛徒討伐の最高司令官に抜擢される。しかし、軍事に関しては素人同然であり、また、感情家で精神が不安定という欠点を持ち、調子の良い時と悪い時の振れ幅が極端に大きい。他者から掣肘されることを好まず、叔父のステファンからは驕慢児と手厳しく批判される。後世にダゴン星域会戦で大敗を招いた指揮官として知られており、本編中でも戦後の政治劇も含め、名が登場している。
侵攻作戦では終始、インゴルシュタットら本職の軍人たちの足を引っ張る。幕僚団の半分に軍隊経験のないサロン仲間を任命するなど、準備段階からして周りの眉をひそめさせ、実際に同盟領への遠征が始まると、ただの移動の日々にすぐに退屈して自堕落な生活を送るようになり、しまいには司令部を仲間である若い貴族たちとの遊興の場に変えてしまう。さらには興味本位で進軍中の事故の見学をするなど侵攻計画の支障となり、それでいて皇太子であることを憚って誰も苦言を呈さず、是正されないという状況が続く。
同盟軍と接触すると、その緒戦の勝利に気を大きくして、軍事常識を無視した攻勢を命令し、さらに地理不案内な敵地で不明瞭な命令を発するなど味方の行動に制約や混乱を与えるいっぽう、前線に旗艦を進めて艦隊を叱咤し兵士を鼓舞する姿も見せる。非常識な用兵は結果としてリン・パオやトパロウルを焦らせるが、ただ無能なだけと気づかれた後は一方的な展開により、追い込まれていく。その中にあって最善を尽くしていたインゴルシュタットに責任をなすりつけて激怒し、さらには稚拙な戦力集中によって敵の包囲網を完成させ、「ダゴンの殲滅戦」を自ら呼び寄せた形となる。
果敢な部下たちの敵中突破によってかろうじて生還を果たすも敗北の衝撃で虚脱状態に陥り、そのまま離宮の1つに軟禁される。その後の去就は不明だが、フリードリヒ3世の晩年は陰謀や暗殺が横行したとあり、皇位はヘルベルトの次の有力候補であった四男リヒャルトではなく、フリードリヒ3世の異母兄マクシミリアンが継ぎ、また、さらにその後に皇帝位についた長兄グスタフはヘルベルトの部下に毒殺され、その次に皇位に継いた次兄マクシミリアンは同じく何者かの毒で半盲となっている。
ゴットリーブ・フォン・インゴルシュタット
ヘルベルトの幕僚（作戦責任者）。中将。
用兵を熟知した有能な軍人。同盟領侵攻作戦において、ヘルベルトの補佐役となる。同戦役中は、終始ヘルベルトの行動に悩まされる形となり、かといって諌めることもできず、多大な制約の中で最善を尽くそうと模索する。同盟軍との戦いが始まると、リン・パオが唯一懸念していた戦法を取り、失敗に終わるが同盟軍に動揺を与える。その後も同盟軍を危機に陥れられる機会があったものの、ヘルベルトの気まぐれのために予備兵力を確保しておく必要から見逃さざるを得ないなどの事態が続いていく。戦役終盤、パッセンハイムが彼自身のミスで戦死すると、それに対して癇癪を起こしたヘルベルトに、衆人環視の前で一方的に無能と誹りを受け、さらに階級章をもぎ取られる屈辱を受ける。慎重に行おうとした戦力集中も、ヘルベルトの横槍で稚拙な行軍となり、結果、敵に捕捉され「ダゴンの殲滅戦」に至る。
戦後は衛兵に銃を奪われ、自殺すら許されない状態となる。神聖不可侵たる皇族であるヘルベルトの罪が問えないため、彼のスケープゴートとして敗戦の全責任をなすりつけられた上に、物資の横流しや敵に内通していたなど、無能で腐敗した上官や同僚の罪や瑕疵まですべてインゴルシュタット個人の罪とされてしまう。予め死刑が決まっていた法廷において最後まで沈黙を守ると、最期に弁護してくれたミュンツァーには深く頭を垂れ、銃殺される。
なお、仮に最初からインゴルシュタットのような帝国軍将校が指揮をとっていたとしても、リン・パオらはむしろ彼のような正統な用兵の相手を想定しており、良くても補給不足の欠乏による撤退に追い込まれていたことが作中で示唆される。
パッセンハイム
艦隊司令。中将。
同盟軍との戦いにおいて史上初の提督級の戦死者。味方を敵と、敵を味方と誤認するミスを犯し、味方と思った敵艦隊に無防備な右側面を攻撃されて損害を被った上に、敵と思った味方艦隊から逃げるような命令を出して戦死する。パッセンハイムの戦死は純粋な彼自身のミスであったが、帝国史上初の提督の戦死という事実はヘルベルトの勘気に触れ、インゴルシュタットが理不尽な問責を受けることになってしまう。
オスヴァルト・フォン・ミュンツァー
帝都防衛指令部参事官。インゴルシュタットの被告弁護人。中将。後に司法尚書。
後世、晴眼帝マクシミリアン・ヨーゼフ2世治世下での司法尚書として著名な人物。ダゴン星域会戦時は帝都防衛司令部参事官という役職にある軍人。インゴルシュタットとは「顔を見るのもいやだ」と日ごろ公言するほど10年来不仲であり、そのために、ダゴン星域会戦敗戦後の軍事裁判において、インゴルシュタットにすべての責任をなすりつけたい上層部の思惑で被告弁護人に指名される。ところが、その思惑に反して彼の無実を訴えた上に、理路整然と彼の起訴罪状の矛盾を指摘し、裁判の公正性を公然と批判する。秘密裁判だったにもかかわらず最終弁論で述べられた内容が外部にも伝わり、「弾劾者ミュンツァー」と呼ばれるようになったものの、宮廷と軍首脳の忌避を買い、職を解かれた上に名目は予備役編入という形で、実質的な辺境への流刑に処される。
6年後に第23代皇帝として即位したマクシミリアン・ヨーゼフ2世に見いだされて司法尚書に任命され、事実上の宰相として国政を粛正して蔓延していた腐敗の一掃を行う。また、同盟征服の困難さを「距離の暴虐」と称して同盟領への侵攻計画を諌め、マクシミリアン・ヨーゼフ2世治世下では侵攻が行われなかった。続くコルネリアス1世にも仕えたものの、コルネリアスは逆に外征に積極的であったため、最後は諦めて職を辞し、宮廷から退く（その際に元帥号を授与されるが固辞する）。
上記、「距離の暴虐」のエピソードなど、本伝や外伝にも過去の偉人としてしばしば名が登場している。
ステファン・フォン・バルトバッフェル
皇帝フリードリヒ3世の異母弟。侯爵。上級大将。
皇族だが軍人としての見識にも長ける人物。ダゴン星域会戦に先立つ同盟領侵攻計画の御前会議において、ただ一人、純軍事合理的観点から討伐計画に反対を唱える。特に計画の実行者である甥ヘルベルトの野心を咎めるが、正論で手厳しく批判したがために皇帝の不興をも買ってしまう。退役して宮廷からも退いたが、帝国首都への立ち入り禁止、男爵への降格、領地8割没収という追い打ちをかけられ、残った領地の山荘に籠もって3年後に病没する。
侵攻する代わりに回廊内に拠点を設けて防衛に徹するという戦略案は後にイゼルローン要塞として結実する。
フリードリヒ3世
第20代皇帝。先帝レオンハルトの甥。
帝国と同盟が初めて邂逅した時の皇帝。別名：敗軍帝。実子に恵まれなかった叔父・先帝レオンハルトの養子となり、皇位を継ぐ（レオンハルトの皇后クリスティーネの強い勧めで養子となり、その直後にレオンハルトが急死したため、皇后と不倫関係にあると噂されたという）。4人の息子に恵まれるも、長男グスタフは虚弱、次男マクシミリアン・ヨーゼフは健康・知能共に問題ないが母が下級貴族で、皇太子であったグスタフに見切りを付け三男のヘルベルトを後継者候補と考えるようになった。
同盟領への侵攻作戦を計画し、その司令官に上記理由からヘルベルトを指名する。計画を批判する異母弟ステファンを更迭するなどしたが、遠征の結果は、ダゴン星域会戦の大敗北となってしまい、後世に「敗軍帝」と渾名されることになる。その晩年は明確ではないが、宮廷クーデターを極度におそれ、帝国は「暗赤色の6年間」と呼ばれる陰謀・暗殺・テロの横行という社会混乱に見舞われた。皇位は息子達ではなく異母兄のマクシミリアン・ヨーゼフ1世が継ぎ、政治混乱は次男マクシミリアン・ヨーゼフが第23代皇帝として即位し、腐敗を一掃するまで続いた。

## 第2次ティアマト会戦
外伝『螺旋迷宮』において触れられるエピソード。本編開始の約50年前となる宇宙暦745年（帝国暦436年）に起こった戦闘で、本編やその他の外伝でも名が登場した同盟軍史上の英雄ブルース・アッシュビーを中心に物語が展開される。

### 同盟（第2次ティアマト会戦）
以下、階級・肩書は断りがなければ第2次ティアマト会戦時を基準とする。
ブルース・アッシュビー
声 - 風間杜夫(螺)
同盟軍宇宙艦隊司令長官。大将。第2次ティアマト会戦の同盟軍側総司令官。外伝『螺旋迷宮』の主要人物。「730年マフィア」の筆頭で歴史上の英雄。旗艦はハードラック。
同盟軍史上において英雄として名高い軍人。本編においてはヤンが史上最年少で元帥になった際に、過去の最年少記録者として名が触れられる。アッシュビーと並び称され得るのは、ダゴン星域会戦のリン・パオとユースフ・トパロウルのみとされ、彼の戦死した12月11日は戦勝記念日として公休日となっている。外伝においてもしばしば名が登場し、特に『螺旋迷宮』においては彼の人生が同編の主題となり、第2次ティアマト会戦での活躍が描かれる。
宇宙暦710年生まれ。士官学校を首席で卒業し、開校以来の秀才と謳われる。外見も身長186センチという均整のとれた長身に鋭気をみなぎらせた端整な美丈夫という容姿で欠点がなく、少尉の身である無名時代から大佐より偉そうに見えたという逸話が残っている。アッシュビー自身が非凡な軍事の才を持ちながら、さらに士官学校の同期生達もまた逸材揃いで、自身の司令部には彼らを配置して多大な戦果を挙げた。彼らの卒業年が宇宙暦730年であったことから、アッシュビーとその仲間たちは「730年マフィア」と呼ばれるようになる。とかくアッシュビーが率いた帝国軍との戦いは派手で華麗であり、勝った戦いでは最後に名乗り上げ、さらに次も勝つと挑発するなど、何度も帝国に苦杯を嘗めさせ、帝国側ではアッシュビーを名指しで怨敵と定めるほどの存在だった。
戦略家とも評されるが、その本領は戦術分野であって、その指揮能力、用兵家ぶりは神懸かっており、理論上は可能かもしれないが現実には不可能と呼べるような用兵もこなしてしまう。特に1分早くても遅くても作戦が瓦解してしまうような絶妙のタイミングを見定めるのが上手く、初めから知っていたかのように敵の狙いや動きに合わせ、巧みな戦術で勝利を収める。最終的に『螺旋迷宮』の終盤において、その不可解な勝利の主因としてジークマイスターのスパイ網のバックアップがあったことが判明するが、それでもなお完璧でない情報群から必要で正しい情報を見つけ出す嗅覚は非凡なものがあったと評され、第2次ティアマト会戦でも敵の猛攻を受けながら軍全体を再編成してのけるなど、天才的な用兵家であることは間違いなかった。
天才的で、かつ実際に功績を挙げているがゆえに傲慢なところがあり、上官受けは悪く、対立することもしばしばだった。それは結束が堅いと思われていた「730年マフィア」ですらそうで、メンバーそれぞれも偉才をもって戦果を挙げる中、そのすべてがあたかもアッシュビー一人の功績であるかのように世間からみなされることには不満が渦巻いていた。また、それが結果として正しいとしても、とにかく自分が正しいから他は黙って従えという態度で特に理由を説明せず、傍目には不可解な命令を下し、それに反発されるとやはり説明することなく強要しようとするなど、不和の種となっていた。私生活においても女性関係が派手であり、妻帯者にもかかわらず不倫を繰り返して2度の離婚歴があった。また、その圧倒的な存在がゆえに、軍閥化する恐れを同盟首脳部から絶えず持たれていた。
第2次ティアマト会戦では過去最大規模の帝国軍襲来の報を受け、730年マフィア総出での迎撃体制を整える。勝利すれば元帥は間違いないと意気揚々とした出陣であったものの、奇妙に高圧的で説明不足であり、事前の作戦会議ではついにコープが怒り、730年マフィアの不和を露呈させる。しかし、実際に戦いが始まると、その巧みな戦術眼と用兵術で数に勝る帝国軍を翻弄し、味方艦隊が危機に陥れば絶妙なタイミングで救援する。中盤では敵の猛攻によって同盟軍全体の崩壊の危険性もある中、チューリンに3000隻を抽出させ軍全体の再編成を成し遂げると同時に、各艦隊から割かせた戦力を統合して、全軍の主力となるほどの部隊を再編成して最終決戦部隊を作り出す。最終的にその部隊を率いて、帝国軍に突入して一気に敵軍を崩壊させ、わずか40分の戦闘で敵将60名を戦死させるという大戦果を挙げる（軍務省にとって涙すべき40分間）。
完全な劇的勝利を収め、帝国軍も撤退を開始したというところで、旗艦ハードラックが流れ弾に当たって被弾し、その衝撃で重傷を負う。そしてそのまま出血性ショックで亡くなる。没年36歳。遺体はハイネセンに到着後、盛大な国葬が催され、元帥を授与される（戦死による特進とは言え、ヤンに更新されるまで同盟の最年少記録となった）。
OVA版では『螺旋迷宮』の製作に際して、既に主要な声優がシリーズに出演していたためキャスティングが難航したという。十数人を集めてオーディションまで行われたが、最終的に俳優として知名度・実力がありなおかつ『X-ファイル』の吹き替えなどで声優としての実績も兼ね揃えている風間が起用された。
アルフレッド・ローザス
声 - 井上倫宏（青年）および瑳川哲朗（老年）(螺)
同盟軍宇宙艦隊総参謀長。大将。「730年マフィア」の一人。
→銀河英雄伝説の登場人物・自由惑星同盟#螺旋迷宮
フレデリック・ジャスパー
声 - 藤原啓治(螺)
同盟軍第4艦隊司令官。中将。「730年マフィア」の一人。OVA版における旗艦はブリジット。
ダイナミズムに富んだ用兵ぶりから「行進曲（マーチ）」の異名を持つ戦術家。精悍で鋭敏で直線的であり、「中途半端は、おれの主義じゃない」と公言し、その戦績は大勝か大敗という、とかく派手な用兵を好む。2回勝つと次は負けるジンクスなど、その戦闘に当たると逃亡兵も出る始末であったが、どこか兵士に好かれる奇妙な愛敬があったと評される（なお、第2次ティアマト会戦は勝つ順番だった）。
第2次ティアマト会戦では序盤はウォーリックと連携して帝国軍にダメージを与え、中盤の膠着下では、ついにそれに耐えきれず、突出してきたカルテンボルン艦隊に対し、秒単位のタイミングを見逃さず一瞬で壊滅させる。終盤ではウォーリックやチューリンと共に敵の攻勢を耐えきり、「軍務省にとって涙すべき40分間」へと持ち込む。なお、730年マフィアの不仲が露呈したとされる同会戦だが、ジャスパーの場合はアッシュビーの最終攻勢を待つ際に「ブルースは何をやってやがる！」と苛立ちを見せた以外は、他の同僚のように公然と非難したようなエピソードはない。
戦後も最前線にて軍に奉職し、宇宙暦749年に大将となる。同751年のパランティア会戦では救援が間に合わずコープを戦死させてしまうが、功績を独占するためにわざと遅れたという噂話が流れ、コープの遺族とわだかまりができる。753年にウォーリックの後任として宇宙艦隊司令長官となり、17年間同職にあって最長在任記録を立てる。また、そのうちの6年間は統合作戦本部長となったチューリンと組むことになり、私的交流は皆無だったが職務をまっとうする。764年に元帥授与。最後の2年間は統合作戦本部長を務め、771年に退役（730年マフィアでは最長の軍歴）。その後、妻と旧婚旅行に出るが、宇宙船の事故によって夫婦共に死亡する。没年61歳。
ウォリス・ウォーリック
声 - 小山力也(螺)
同盟軍第5艦隊司令官。中将。「730年マフィア」の一人。OVA版における旗艦はルーガイラン。
英雄とまでは言えないが十分に有能と言える指揮官。通称「男爵（バロン）」。士官学校はアッシュビーに次ぐ次席で、彼の作戦計画において不可欠の人材とまで言わしめる。常に容姿・言動がきざで芝居がかっており「男爵」と揶揄されたが、むしろ本人が気に入って自ら名乗るほどだった。多芸多才で音楽、スポーツ、チェス、奇術と何でもこなし、さらに大の女好きで恋愛経験も豊富であったが、ローザス曰く「一流の寸前までいけた男」と評され、トップにはなれなかった（男爵の異名も、公爵や伯爵にはなれないという意味を含意している）。ただ、本人も「上手なアマチュア」でいいと述べており、これはアッシュビーの下にいることへの自嘲もあったのではないかとヤンに推測される。他に、酒が飲めないコープに無理に酒を飲ませ、彼が蕁麻疹を発して倒れてしまい、始末書を書かされたという逸話を持つ。
第2次ティアマト会戦ではその序盤、巧妙な用兵を見せるが、さらに上手のシュタイエルマルクから強かな逆撃を受け損害を増やす。その後、同会戦中盤の長く苦戦続く中で、ついに感情が激し、アッシュビーに対する日頃の不満や批判を公然と口にする。もっともその後はアッシュビーとの連携で帝国軍に多大な被害を与え、終盤ではジャスパーやチューリンと共に敵の攻勢を耐えきり、「軍務省にとって涙すべき四〇分間」へと持ち込む。
戦後も一線級の指揮官として軍に奉職し、宇宙暦749年に大将、同751年に宇宙艦隊司令長官となる。特に大きな会戦もなく、2年後の43歳の時に退役する。その後はしばらく間を置いて政界に身を投じ、760年には国防委員長となって同時に元帥号を得る。社交界の名士としても著名であったが、しばしばスキャンダルに見舞われ、国防委員会事務局の汚職事件で責任を取って辞任する。その後も愛人が麻薬中毒で変死するなどの事件に見舞われて政界・社交界からも引退し、惑星ハイネセンの小都市で暮らしていたが、766年に心臓発作で急死する。没年56歳。
ファン・チューリン
声 - 菅生隆之(螺)
同盟軍第8艦隊司令官。中将。「730年マフィア」の一人。OVA版における旗艦はゴラ・ダイレン。姓名はE式。
天才的ではないが用意周到で手堅い用兵家。劣勢でも大きく崩れず戦線を維持し、ついに逆転するという。個人としては気難しく、堅苦しい性格で、冗談を解さない性格。このため非常に上官・部下問わず人受けが悪かったが、逆に言えば筋目を通して誰に対しても公平に扱うため、後の統合作戦本部長時代は名本部長と評された。アッシュビーにとって、決して好かれてはいないが最も信頼されていたかもしれない人物と評される。家庭面は不遇で妻と離婚し、息子には先立たれ、孤独な晩年を過ごす。
第2次ティアマト会戦では膠着状態が続く激戦の中で、突如アッシュビーから3000隻抽出するよう命じられ、冷然とこれに反発する。理由を聞いても明瞭に答えないアッシュビーと激しい応酬を繰り返すが、最終的には抽出を認める。その後は、カルテンボルン艦隊の壊滅によって来援にきたシュタイエルマルク艦隊に絶妙な側面攻撃をしかけ潰走させ、終盤ではジャスパーやウォーリックと共に敵の攻勢を耐えきり、「軍務省にとって涙すべき40分間」へと持ち込む。
戦後も軍に奉職し、750年に大将に就任する。宇宙艦隊総参謀長を務めた後、宇宙艦隊司令長官には就くことなく、755年に統合作戦本部長となる。優れた実務能力と温かみに欠けるが筋の通った人事で上記の通り名本部長と称され、また6年間は宇宙艦隊司令長官となったジャスパーとコンビを組む。761年に元帥昇進と同時に退役する。その後はいくつかの名誉職を得るが、日がな公園のベンチでハトに餌を与えて過ごす。63歳の時に肺塞栓にかかり死亡する。独り身で葬式も埋葬もすべて不要と遺言していたが、730年マフィアの最後の一人となったローザスの手配で埋葬される。
ジョン・ドリンカー・コープ（John Drinker Cope）
声 - 佐古正人(螺)
同盟軍第11艦隊司令官。中将。「730年マフィア」の一人。OVA版における旗艦はヴィヴァスヴァット。
追撃戦の名手と評される戦術家。与えられた戦術的課題を黙々とこなすタイプと見なされ、15年間アッシュビーと共に活躍する。ドリンカーというミドルネームだが酒は一滴も飲めず、勝利の祝杯もアップルジュースで済ましたという。
第2次ティアマト会戦では、その事前の作戦会議において、いつも以上に説明の足りないアッシュビーについに激怒して逆らい、730年マフィア崩壊の一端となる。同会戦ではその序盤でアッシュビーに救援されつつ、ミュッケンベルガーの戦死という功績を挙げる。
戦後は宇宙暦750年に大将、宇宙艦隊副司令長官となるが、翌年のパランティア会戦において一方的に敵に翻弄されて完敗を喫し戦死する。没年41歳。死後、元帥となる。
ヴィットリオ・ディ・ベルティーニ
声 - 乃村健次(螺)
同盟軍第9艦隊司令官。中将。「730年マフィア」の一人。OVA版における旗艦はトラウィスカルパンテクートリ。外伝『螺旋迷宮』の登場人物。
一般に粗野な下士官型の前線軍人と評される猛将。ヘビー級ボクサーのような体躯に、無数の小さな戦傷にいろどられた赤銅色の顔と剛い頬髯という見た目通りに、艦隊指揮は勇猛で、攻撃力はアッシュビーにも勝る。一方でプライベートでは小柄な女性と結婚し、熱帯魚を飼う趣味を持つなどギャップがある。
第2次ティアマト会戦では、その出立の直前に、妻が不注意で熱帯魚を死なせてしまい、思わず大声で難詰してしまう。進軍する中でこのことを悔やみ続け、目の前での同僚らの喧嘩にも仲裁せず、陰気に沈黙する。戦闘ではその序盤において名が登場するものの「軍務省にとって涙すべき40分」において、アッシュビーが戦況を確認する中で、ローザスより被弾した味方艦艇の爆発に巻き込まれ戦死したことが報告される。結果としてその後で戦死するアッシュビー以外では唯一の730年マフィアからの戦死者となる。
戦後、本来であれば二階級特進ですぐに元帥になるはずであったが、英雄としての声望を高めたい軍上層部の思惑によってアッシュビーのみが元帥に特進され、ベルティーニは大将への特進に留まる（その6年後に元帥を追贈される）。
マルティン・オットー・フォン・ジークマイスター
帝国からの亡命軍人。統合作戦本部分室所属で中将待遇。帝国軍時代は艦隊司令で大将。帝国騎士（男爵家の分家）。外伝『螺旋迷宮』の重要人物。
男爵家分家の出身でかろうじて帝国騎士の爵位を持つ人物。軍に入り、士官学校時代は中の上という成績で40歳代には大将にまで出世していた。ところが帝国暦419年（宇宙暦728年）、46歳の時に突如、同盟へと亡命する。亡命の動機は軍内での権力闘争とも開明思想とも言われ判然とせず、その後、高級軍人の亡命者として同盟政府から遇され、宇笛暦747年に65歳で死去する。
ケーフェンヒラーの調査によれば、父は内務省社会秩序維持局の職員で、社会的地位が低いがゆえに共和主義者の取り締まりに精を出し、その苛烈さは同僚をして忌避されたというほどだった。仕事熱心な父が研究のために家に持ち込んでいた民主共和主義の著作など発禁書を幼少より触れる機会があり、ここで共和主義の理念を持つに至る。その後は、理念実現のために水面下に動き、ミヒャールゼンという同志を得て大スパイ網を築いた後、帝国側の管理をミヒャールゼンに任せ、同盟に亡命した。
亡命後は中将待遇で軍属となっていたが、やがて同盟政府の腐敗など現実を知り失望する。そんな折、アッシュビーと出会い、彼に情報を渡すことで共和主義の理念を達成できると期待するようになる。ジークマイスターからの情報によってアッシュビーは多大な戦果を挙げるものの、第2次ティアマト会戦で彼が戦死したことによって、精神的に死亡したと呼称されるほど絶望し、そのまま隠遁、上記の通り、宇宙暦747年に肺炎で死亡する。

### 帝国（第2次ティアマト会戦）
クリストフ・フォン・ミヒャールゼン
艦隊司令。中将。男爵（伯爵家次男）。ケーフェンヒラーの元上官。死亡時63歳。外伝『螺旋迷宮』の重要人物。
第2次ティアマト会戦以前に一時期ケーフェンヒラーが仕えていた元上官で、同会戦から約6年後の帝国暦442年（宇宙暦751年）に軍務省内の自身の執務室にて何者かに暗殺された高級軍人。前線より後方勤務の期間が長く、男爵という地位にしては昇進もさほど早くは無かったと評される。同じクリストフの名であったケーフェンヒラーに好意的に接したため、『螺旋迷宮』において彼はミヒャールゼンの死の真相を知りたかったという。
（あくまでケーフェンヒラーの推測という形ではあるが）実はジークマイスターと巨大なスパイ網を築き、アッシュビーの勝利に貢献していた反逆者。ジークマイスターのような強い政治的理念は無かったが、親族との財産争いなどから貴族社会に不信を持ち、また自身の手腕を発揮できる場として進んでスパイ網の構築・維持に取り組んでいた。悪名高き社会秩序維持局も健在な中にあって大規模な反国家行為を隠し通した手腕は高く評価されるものの、第2次ティアマト会戦の直前頃には証拠はないが軍上層部に感付かれていた。戦後にコーゼルが統帥本部次長となる予定だったため摘発される可能性が高まっていたが、そのコーゼルが死亡したこと、その他、高級軍人が大量に戦死してしまい軍が人材不足に陥ったこと、また捜査を察知したミヒャールゼンもスパイ網を冬眠させたことで逃げおおせる。その暗殺にはシュタイエルマルクの関与が示唆されているが、明確ではない。
ハウザー・フォン・シュタイエルマルク
声 - 中村大樹(螺)
艦隊司令。中将。外伝『螺旋迷宮』の登場人物。OVA版での旗艦はヴァナディース。
少壮の戦術家で、巧緻な用兵家、また風格ある武人として後世まで名をなす名将。貴族出身だが、その才覚や人柄は貴族嫌いのコーゼルからも高く評価される。第2次ティアマト会戦における数少ない生還した将官クラスの司令官であり、実際の戦闘においても巧妙な用兵によって善戦し、同盟軍第5艦隊に痛撃を与えるなど序盤戦では優勢であったはずの同盟軍と強かにやりあう。さらにはアッシュビーの策を見抜き、総司令のツィーテンに伝令しようとしたが失敗に終わる。「軍務省にとって涙すべき40分」の後も殿軍を務めて味方の撤退を支援する。戦後、アッシュビーの死を知ると、帝国軍全体がその死を異常に祝う中にあって、実名を堂々と公表してその死を悼む弔電を送る。こうした行動は軍上層部から忌避を買い、その後は、その能力と功績にもかかわらず、最終的には元帥にも帝国軍三長官にもなれず、60歳で上級大将・軍務次官として退役する。
ケーフェンヒラーの推測では、生前のコーゼルからミヒャールゼンのスパイ網を知らされていたのではないかとされている。また、ミヒャールゼン暗殺事件の時に彼と最後に面談した人物がシュタイエルマルクであり、暗殺に関与した可能性が示唆される。
コーゼル
声 - 坂口芳貞(螺)
艦隊司令官。大将。50歳。ケーフェンヒラーの上官。外伝『螺旋迷宮』の登場人物。旗艦はディアーリウム。
当時としてきわめて珍しい平民出身の大将であり、常に最前線で同盟軍と戦ってきた歴戦の宿将。貴族嫌いで剛直な人柄。第2次ティアマト会戦の直前、新たに部下となったケーフェンヒラーを呼び出し、ミヒャールゼンについておかしなところは無いかと問い、また、戦後は統帥本部次長となることを何故か明かすなど、謎の多い行動をとる。その後、「軍務省にとって涙すべき40分」において、ジャスパーとウォーリックによる巧緻な連係による攻勢に耐えきれず戦死する。
ケーフェンヒラーの推測では、ジークマイスターとミヒャールゼンが築いた巨大スパイ網捜査の中心人物で、会戦直前に自身を呼び出して意味深長な問いかけをしてきたのも、ミヒャールゼンに尻尾を出させる罠だったのではないかとされる。結果としてコーゼル自身が戦死してしまったことで一時的にミヒャールゼンは追跡の手を逃れることができたが、事前に高く評価して信頼していたシュタイエルマルクに事情を話していたと考えられている。
ウィルヘルム・フォン・ミュッケンベルガー
声 - 川原和久(螺)
艦隊司令官。中将。ケルトリングの甥でグレゴール・フォン・ミュッケンベルガーの父親。旗艦はクーアマルク。
勇気にもおいても用兵能力においても水準以上の人材と評される司令官。しかし第2次ティアマト会戦では事前にケルトリングの遺言として打倒アッシュビーを掲げて私戦の様相を呈し、同僚のシュタイエルマルクから、軍の連携を損なうものとして批判される。戦闘が始まると、突出したところをコープに狙われ集中砲火により戦死。同会戦における帝国側将官級の最初の戦死者となる（「軍務省にとって涙すべき40分」における戦死者ではない）。
ケルトリング
声 - 豊川潤(螺)
軍務尚書。元帥。ウィルヘルム・フォン・ミュッケンベルガーは甥。
長男次男2人をアッシュビー率いる同盟軍との戦いで失い、ことに彼を憎悪し列将を叱咤する。会戦の直前、軍務尚書在任のまま病に倒れ、見舞いにきた甥のミュッケンベルガーに「アッシュビーを斃せ！」と呻くように2度繰り返して絶命したという逸話が残る。
ツィーテン
声 - 青森伸(螺)
宇宙艦隊司令長官。元帥。第2次ティアマト会戦の帝国側総司令官。55歳。
禿頭で口髭の威厳ある軍人。軍務省本省や統帥本部といった後方勤務が長い人物だが、柔軟性は欠くものの作戦構想力もあると評され、これまで大過なく高級士官としての任を果たし、第2次ティアマト会戦でよほどの惨敗さえしなければ次期軍務尚書になると目されている。戦闘中の描写はなく、戦後の去就も不明。

## フェザーン
レオポルド・ラープ（Leopold Lape）
フェザーン初代自治領主。
元は地球出身の大商人で、帝国の政界に多額の賄賂を贈り、帝国暦373年にフェザーン自治領を成立させた人物（フェザーンの事実上の建国者）。しかし、その正体は地球教の工作員であり、莫大な政治工作資金も地球が出処であり、ラープ以来自治領主は全員が教団の傀儡だった。
ワレンコフ（Walenkov）
フェザーン第4代自治領主。
物語開始の5年前に急死したルビンスキーの前任者。詳細は不明だが地球教の傀儡であることから逃れ、独自路線を歩もうとしたために、彼らから謀殺されたことが示唆されている。
列伝の『ティエリー・ボナール最後の戦い』に登場し、くたびれた学者を思わせるが狡猾な小柄の初老の人物と描写される。自分が地球教を倒したい補佐官時代のルビンスキーに裏切られ、彼の総大主教への密告により、表向き心臓発作での急死という形で暗殺される。
バランタイン・カウフ（Valentine kauf）
フェザーンで語り継がれる大商人の偉人。出自は中竪どころの商船主の家で、自身も商人となるが不運続きで多額の借金を負う。最後は保証人として破産までしてしまった友人に借りを返すべく、保険金目的の自殺をしようと覚悟するが、その晩に酒場で聞いた話から商機を掴み成功を収めた。その後は運が向いて次々と商売を成功させ、カウフ財閥を誕生させるにまで至るが50代半ばで急死する。巨万の富は息子たちに引き継がれたが子孫に商才はなく、すでに財閥も消滅したという。

## 銀河連邦
C・ウッド
対宇宙海賊部隊の司令官。
銀河連邦時代の著名な軍人。宇宙暦106年に連邦政府が宇宙海賊の本格的対応に乗り出した際に、M・シュフランと共に任務に辺り、2年でほぼ達成する。その後、政界に転身したが、汚職政治家や企業家に対し悪戦苦闘を余儀なくされたという。作中ではアスターテ会戦直後に、ラインハルトの手腕を称える中で、「ウッド提督の再来」という台詞が登場している。
原作ではあくまで「C・ウッド」であったが劇場版ではクリストファー・ウッド（Christoper Wood）と命名されている。